# Pastisset (Menorca)

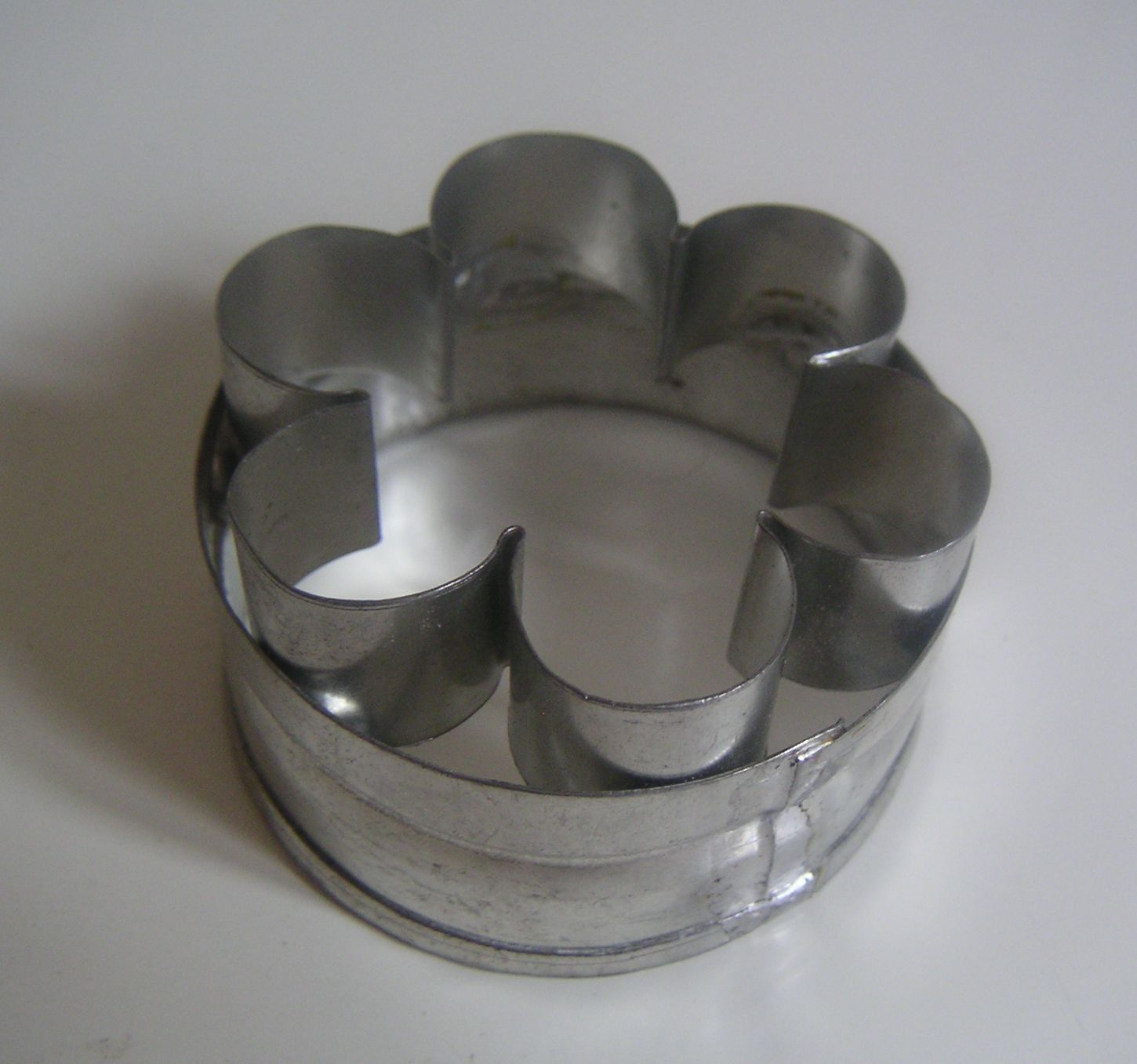
Talla-pastes per a fer pastissets.

Els pastissets menorquins són unes pastes dolces fetes amb sucre, saïm, ratlladura de llimona, vermell d'ou i farina, que té forma de flor amb les puntes arrodonides i cobertes de sucre glas. Es tracta d'un dels dolços més típics de l'illa de Menorca.
El pastisset poden tenir entre 4 i 7 pètals. Normalment, els de 4 i 5 pètals són per als pastissets buits o llisos, mentre que els de 6 i 7 s'utilitzen per als pastissets farcits. En origen el costum era menjar-los per Nadal i als esdeveniments familiars importants, però actualment es mengen durant tot l'any i són habituals a les taules menorquines durant les festes patronals.
Són diferents dels pastissets de les terres de l'Ebre, una mena de semicercles de pasta farcida.

## Elaboració
Feu un volcà amb 400g de farina i ompliu el forat amb 200g de sucre, 200g de saïm a temperatura ambient, 2 rovells d'ou i la ratlladura d'una llimona. Pasteu i esteneu la massa fins a obtenir una capa d'uns vuit mil·límetres de gruix. Talleu-los amb un motllo especial en forma de "flor". Coeu-los al forn a 180 °C durant un quart d'hora aproximadament. Deixeu-los refredar i cobriu-los amb sucre glas.